# Lista de parlamentares de Alagoas
Relacionamos a seguir a composição da bancada de Alagoas no Congresso Nacional após o fim do Estado Novo em 1945 conforme dispõem os arquivos do Senado Federal, Câmara dos Deputados e Tribunal Superior Eleitoral, ressalvando que mandatos exercidos via suplência serão citados apenas mediante morte, impedimento ou renúncia dos titulares ou nas hipóteses previstas no Art. 56 – I da Constituição.

## Organização das listas
Na confecção das tabelas a seguir foi observada a grafia do nome parlamentar adotado por cada um dos representantes do estado no Congresso Nacional, e quanto à ordem dos parlamentares foi observado o critério do número de mandatos e caso estes coincidam será observado o primeiro ano em que cada parlamentar foi eleito e, havendo nova coincidência, usa-se a ordem alfabética.

## Relação dos senadores eleitos
| Senadores eleitos              | Naturalidade              | Mandatos | Ano da eleição         | Notas                 | Referências   |
| ------------------------------ | ------------------------- | -------- | ---------------------- | --------------------- | ------------- |
| Renan Calheiros                | Murici, AL                | 04       | 1994, 2002, 2010, 2018 | [ nota 2 ]            | [ 6 ] [ 7 ]   |
| Arnon de Melo                  | Rio Largo, AL             | 03       | 1962, 1970, 1978       | [ nota 3 ]            |               |
| Teotônio Vilela Filho          | Viçosa, AL                | 03       | 1986, 1994, 2002       | [ nota 4 ]            | [ 8 ]         |
| Rui Palmeira                   | São Miguel dos Campos, AL | 02       | 1954, 1962             | [ nota 5 ] [ nota 6 ] |               |
| Teotônio Vilela                | Viçosa, AL                | 02       | 1966, 1974             |                       | [ 9 ]         |
| Luís Cavalcanti                | Rio Largo, AL             | 02       | 1970, 1978             |                       |               |
| Guilherme Palmeira             | Maceió, AL                | 02       | 1982, 1990             | [ nota 7 ]            | [ 10 ] [ 11 ] |
| Fernando Collor                | Rio de Janeiro, RJ        | 02       | 2006, 2014             |                       | [ 12 ] [ 13 ] |
| Cícero de Vasconcelos          | Chã Preta, AL             | 01       | 1945                   |                       |               |
| Ismar de Góis Monteiro         | Maceió, AL                | 01       | 1945                   |                       |               |
| Pedro Aurélio de Góis Monteiro | São Luís do Quitunde, AL  | 01       | 1947                   |                       |               |
| Ezequias Rocha                 | Major Isidoro, AL         | 01       | 1950                   |                       |               |
| Freitas Cavalcanti             | Penedo, AL                | 01       | 1954                   | [ nota 8 ]            |               |
| Silvestre Péricles             | São Luís do Quitunde, AL  | 01       | 1958                   |                       |               |
| Divaldo Suruagy                | São Luís do Quitunde, AL  | 01       | 1986                   | [ nota 9 ]            | [ 14 ]        |
| Heloísa Helena                 | Pão de Açúcar, AL         | 01       | 1998                   |                       |               |
| Benedito de Lira               | Junqueiro, AL             | 01       | 2010                   |                       | [ 6 ] [ 15 ]  |
| Rodrigo Cunha                  | Arapiraca, AL             | 01       | 2018                   | [ nota 10 ]           | [ 7 ] [ 16 ]  |
| Renan Filho                    | Murici, AL                | 01       | 2022                   | [ nota 11 ]           | [ 17 ] [ 18 ] |
| Fontes:                        |                           |          |                        |                       |               |

## Relação dos deputados federais eleitos
| Deputados federais eleitos | Naturalidade              | Mandatos | Ano da eleição                     | Notas                   | Referências          |
| -------------------------- | ------------------------- | -------- | ---------------------------------- | ----------------------- | -------------------- |
| Medeiros Neto              | Traipu, AL                | 06       | 1945, 1950, 1954, 1958, 1962, 1966 |                         |                      |
| José Thomaz Nonô           | Maceió, AL                | 06       | 1982, 1986, 1990, 1994, 1998, 2002 |                         |                      |
| Geraldo Bulhões            | Santana do Ipanema, AL    | 05       | 1970, 1974, 1978, 1982, 1986       |                         | [ 19 ]               |
| Albérico Cordeiro          | Pilar, AL                 | 05       | 1978, 1982, 1986, 1994, 1998       | [ nota 12 ]             | [ 20 ]               |
| Givaldo Carimbão           | Itabi, SE                 | 05       | 1998, 2002, 2006, 2010, 2014       |                         |                      |
| Ari Pitombo                | Neópolis, SE              | 04       | 1950, 1954, 1958, 1962             |                         |                      |
| Oceano Carleial            | Barbalha, CE              | 04       | 1954, 1962, 1966, 1970             |                         |                      |
| Segismundo Andrade         | Pão de Açúcar, AL         | 04       | 1954, 1958, 1962, 1966             |                         |                      |
| Olavo Calheiros            | Murici, AL                | 04       | 1990, 1998, 2002, 2006             |                         |                      |
| Maurício Lessa             | Maceió, AL                | 04       | 2002, 2006, 2010, 2014             |                         |                      |
| Arthur Lira                | Maceió, AL                | 04       | 2010, 2014, 2018, 2022             |                         |                      |
| Muniz Falcão               | Ouricuri, PE              | 03       | 1950, 1954, 1962                   | [ nota 13 ] [ nota 14 ] | [ 21 ]               |
| Aloysio Nonô               | Atalaia, AL               | 03       | 1958, 1962, 1966                   | [ nota 15 ]             | [ 22 ]               |
| Vinicius Cansanção         | Pilar, AL                 | 03       | 1970, 1974, 1986                   |                         | [ 23 ]               |
| Antônio Ferreira           | Desterro, PB              | 03       | 1974, 1978, 1986                   |                         |                      |
| José Costa                 | Palmeira dos Índios, AL   | 03       | 1974, 1978, 1986                   |                         |                      |
| Augusto Farias             | Passo de Camaragibe, AL   | 03       | 1990, 1994, 1998                   |                         |                      |
| Luiz Dantas                | Batalha, AL               | 03       | 1990, 1994, 1998                   |                         | [ 24 ]               |
| Benedito de Lira           | Junqueiro, AL             | 03       | 1994, 2002, 2006                   |                         | [ 15 ]               |
| Marx Beltrão               | Maceió, AL                | 03       | 2014, 2018, 2022                   |                         |                      |
| Paulo Fernando dos Santos  | Recife, PE                | 03       | 2014, 2018, 2022                   |                         |                      |
| Freitas Cavalcanti         | Penedo, AL                | 02       | 1945, 1950                         |                         |                      |
| José Maria de Melo         | Viçosa, AL                | 02       | 1945, 1954                         |                         |                      |
| Mário Gomes de Barros      | Colônia Leopoldina, AL    | 02       | 1945, 1950                         | [ nota 16 ]             |                      |
| Rui Palmeira               | São Miguel dos Campos, AL | 02       | 1945, 1950                         | [ nota 5 ]              |                      |
| Aurélio Viana              | Maceió, AL                | 02       | 1954, 1958                         |                         | [ 25 ]               |
| Abraão Moura               | Atalaia, AL               | 02       | 1958, 1962                         | [ nota 17 ]             | [ 26 ]               |
| Luís Cavalcanti            | Rio Largo, AL             | 02       | 1958, 1966                         | [ nota 18 ]             |                      |
| José Pereira Lúcio         | Arapiraca, AL             | 02       | 1962, 1966                         |                         |                      |
| Oséas Cardoso              | Viçosa, AL                | 02       | 1962, 1966                         | [ nota 19 ]             | [ 27 ]               |
| Djalma Falcão              | Araripina, PE             | 02       | 1966, 1982                         | [ nota 20 ]             | [ 28 ]               |
| José Alves                 | Delmiro Gouveia, AL       | 02       | 1970, 1974                         |                         |                      |
| Mendonça Neto              | Rio Novo, MG              | 02       | 1978, 1990                         |                         | [ 29 ]               |
| Renan Calheiros            | Murici, AL                | 02       | 1982, 1986                         |                         | [ 30 ]               |
| Roberto Torres             | Água Branca, AL           | 02       | 1986, 1990                         |                         | [ 31 ]               |
| Ceci Cunha                 | Feira Grande, AL          | 02       | 1994, 1998                         | [ nota 21 ]             | [ 32 ]               |
| João Caldas                | Ibateguara, AL            | 02       | 1998, 2002                         |                         |                      |
| João Lyra                  | Recife, PE                | 02       | 2002, 2010                         |                         | [ 11 ]               |
| Joaquim Beltrão            | Maceió, AL                | 02       | 2006, 2010                         | [ nota 22 ]             | [ 33 ]               |
| João Henrique Caldas       | Maceió, AL                | 02       | 2014, 2018                         | [ nota 23 ]             | [ 34 ] [ 35 ]        |
| Isnaldo Bulhões            | Maceió, AL                | 02       | 2018, 2022                         |                         |                      |
| Afonso de Carvalho         | [ nota 24 ]               | 01       | 1945                               |                         |                      |
| Farias Júnior              | São Luís do Quitunde, AL  | 01       | 1945                               | [ nota 25 ]             |                      |
| Lauro Montenegro           | Guarabira, PB             | 01       | 1945                               | [ nota 26 ]             |                      |
| Silvestre Péricles         | São Luís do Quitunde, AL  | 01       | 1945                               | [ nota 27 ]             |                      |
| Joaquim Viegas             | Viçosa, AL                | 01       | 1950                               |                         |                      |
| Mendonça Braga             | Passo de Camaragibe, AL   | 01       | 1950                               |                         |                      |
| Mendonça Júnior            | Matriz de Camaragibe, AL  | 01       | 1950                               |                         |                      |
| Armando Lages              | Maceió, AL                | 01       | 1954                               |                         |                      |
| José Afonso                | Murici, AL                | 01       | 1954                               |                         |                      |
| Carlos Gomes               | Passo de Camaragibe, AL   | 01       | 1958                               |                         |                      |
| Sousa Leão                 | Recife, PE                | 01       | 1958                               |                         |                      |
| Cleto Marques              | Maceió, AL                | 01       | 1966                               |                         |                      |
| José Sampaio               | Palmeira dos Índios, AL   | 01       | 1970                               |                         |                      |
| Teobaldo Barbosa           | São José da Laje, AL      | 01       | 1974                               |                         |                      |
| Divaldo Suruagy            | São Luís do Quitunde, AL  | 01       | 1978                               |                         | [ 14 ]               |
| Murilo Mendes              | Maceió, AL                | 01       | 1978                               |                         | [ 36 ]               |
| Fernando Collor            | Rio de Janeiro, RJ        | 01       | 1982                               |                         |                      |
| Manoel Afonso              | Maceió, AL                | 01       | 1982                               |                         |                      |
| Nelson Costa               | Piaçabuçu, AL             | 01       | 1982                               |                         |                      |
| Eduardo Bonfim             | Maceió, AL                | 01       | 1986                               |                         | [ 37 ]               |
| Antônio Holanda            | União dos Palmares, AL    | 01       | 1990                               |                         |                      |
| Cleto Falcão               | Recife, PE                | 01       | 1990                               |                         | [ 38 ]               |
| Vitório Malta              | Santana do Ipanema, AL    | 01       | 1990                               |                         |                      |
| Fernando Torres            | Rio Largo, AL             | 01       | 1994                               |                         |                      |
| Moacir Andrade             | Penedo, AL                | 01       | 1994                               |                         |                      |
| Talvane Albuquerque        | Maceió, AL                | 01       | 1994                               | [ nota 28 ]             | [ 32 ]               |
| Regis Cavalcante           | Maceió, AL                | 01       | 1998                               |                         |                      |
| Helenildo Ribeiro          | Lagoa do Ouro, PE         | 01       | 2002                               | [ nota 29 ]             | [ 39 ]               |
| Rogério Teófilo            | Maceió, AL                | 01       | 2002                               |                         | [ 40 ]               |
| Carlos Alberto Canuto      | Maceió, AL                | 01       | 2006                               |                         |                      |
| Cristiano Mateus           | Ubatuba, SP               | 01       | 2006                               | [ nota 30 ]             |                      |
| Francisco Tenório          | Chã Preta, AL             | 01       | 2006                               |                         |                      |
| Gerônimo Ciqueira          | Mar Vermelho, AL          | 01       | 2006                               | [ nota 31 ]             | [ 41 ]               |
| Célia Rocha                | Arapiraca, AL             | 01       | 2010                               | [ nota 22 ]             | [ 33 ]               |
| Renan Filho                | Murici, AL                | 01       | 2010                               | [ nota 32 ]             | [ 42 ] [ 43 ]        |
| Rosinha da Adefal          | Maceió, AL                | 01       | 2010                               |                         |                      |
| Rui Palmeira               | Maceió, AL                | 01       | 2010                               | [ nota 33 ]             | [ 44 ] [ 45 ] [ 46 ] |
| Cícero Almeida             | Maribondo, AL             | 01       | 2014                               |                         |                      |
| Pedro Vilela               | Maceió, AL                | 01       | 2014                               |                         |                      |
| Ronaldo Lessa              | Maceió, AL                | 01       | 2014                               |                         |                      |
| Nivaldo Albuquerque        | Maceió, AL                | 01       | 2018                               |                         |                      |
| Sérgio Toledo              | Maceió, AL                | 01       | 2018                               |                         |                      |
| Severino Pessôa            | Arapiraca, AL             | 01       | 2018                               |                         |                      |
| Tereza Nelma               | Arapiraca, AL             | 01       | 2018                               |                         |                      |
| Alfredo Gaspar             | Maceió, AL                | 01       | 2022                               |                         |                      |
| Daniel Barbosa             | Maceió, AL                | 01       | 2022                               |                         |                      |
| Fábio Costa                | Recife, PE                | 01       | 2022                               |                         |                      |
| Luciano Amaral             | Maceió, AL                | 01       | 2022                               |                         |                      |
| Rafael Brito               | Maceió, AL                | 01       | 2022                               |                         |                      |
| Fontes:                    |                           |          |                                    |                         |                      |

## Mandatos nas duas casas
Foram eleitos alternadamente para senador e deputado federal por Alagoas os seguintes políticos: Benedito de Lira, Divaldo Suruagy, Fernando Collor, Freitas Cavalcanti, Luís Cavalcanti, Renan Calheiros, Rui Palmeira, Silvestre Péricles.

## Origem dos parlamentares do estado
| Origem  | Senadores | Percentual |
| ------- | --------- | ---------- |
| AL      | 18        | 94,74%     |
| RJ      | 01        | 5,26%      |
| Total   | 19        | 100%       |
| Fontes: |           |            |

| Origem  | Deputados | Percentual |
| ------- | --------- | ---------- |
| AL      | 73        | 81,11%     |
| PE      | 08        | 8,89%      |
| PB      | 02        | 2,22%      |
| SE      | 02        | 2,22%      |
| CE      | 01        | 1,11%      |
| MG      | 01        | 1,11%      |
| RJ      | 01        | 1,11%      |
| SP      | 01        | 1,11%      |
| n/d     | 01        | 1,11%      |
| Total   | 90        | 99,99%     |
| Fontes: |           |            |